# Ordre de Kim Il-sung
L'Ordre de Kim Il-sung (en coréen : 김일성훈장) est la médaille honorifique la plus élevée de Corée du Nord, derrière le titre honorifique de Héros du Travail.
L'ordre, nommé d'après le premier leader Kim Il-sung a été créé par décret du 20 mars 1972, lors d'une réforme du système nord-coréen des récompenses. Son histoire n'est pas entièrement connue, mais la médaille était initialement de forme ronde. Depuis, sa conception a changé en une étoile à cinq branches et l'image de Kim Il-sung a été redessinée en 2012.
Le système de médailles nord-coréen  a connu des périodes d'expansion et de stagnation dans les années 1950 et 1960, mais au début des années 1970, des ajouts ont été faits. Le plus important fut l'ajout de l'Ordre de Kim Il-sung à la liste des titres. L'ordre fut institué le 20 mars 1972 à l'occasion du 60e anniversaire de la naissance de Kim Il-sung. À la même époque, la Corée du Nord a aussi commencé à décerner des montres avec des autographes de Kim Il-sung.
En 2012, toutes les médailles portant la photo de Kim Il-sung (y compris l'Ordre de Kim Il-sung) ont été redessinées avec une nouvelle photo de Kim. Il est possible que toutes les anciennes versions ont été rappelées et changées pour la nouvelle.
De tous les ordres nord-coréens, l'Ordre de Kim Il-sung est l'un des plus rarement attribués, ce qui reflète la forte symbolique. Au moins 600 médailles ont été attribuées.

## Nomination
L'ordre est traditionnellement décerné chaque année, le 15 avril, jour de la naissance de Kim Il-sung,.
Il est attribué pour « services exceptionnels à la République et à la nation coréenne » et « au personnel ouvrier, aux groupes, aux organisations, aux entreprises, aux associations sociales et à l'armée qui ont participé aux grandes réalisations accomplies dans notre pays » notamment :
- aux combattants anti-japonais qui ont aidé Kim Il-sung
- aux ouvriers qui ont activement soutenu l'action du Parti
- aux ouvriers qui ont aidé à la diffusion des enseignements de Kim Il-sung, qui ont activement participé aux idéaux révolutionnaires d'autosuffisance, d'autodéfense, et d'indépendance
- aux sud-coréens qui ont soutenu les idées du Juche, qui ont permis d'organiser les forces révolutionnaires pour le succès de la révolution sud-coréenne et la réunification et l'indépendance de la Mère patrie.
- les compatriotes aux Japon et les expatriés coréens qui arment les esprits coréens avec les idées de la révolution et les idées du Juche, qui font la promotion de la réunification et de l'indépendance
- les révolutionnaires et progressistes étrangers agissant contre l'impérialisme américain et japonais et les traîtres sud-coréens pour la réunification de la Mère patrie, soutenant l'unité et l'amitié entre le peuple coréen et les révolutionnaires du monde entier[1].

La nomination des récipiendaires se réalise par décret du Comité permanent du Congrès du peuple suprême.

## Ordre de préséance
L'ordre est le plus haut de Corée du Nord en 1972.

## Récipiendaires notables
- Dans le processus de désignation du successeur de Kim Il-sung, Kim Jong-il a reçu en avril 1979 l'ordre de Kim Il-sung alors qu'il l'aurait décliné en 1972[5].

## Apparence
Il existe deux versions de cette médaille 
- la version avant le redesign de 2012
  - dont deux formes existe, en rond (type 1) et en étoile (type 2).
- la version après le redesign de 2012

La forme en étoile a remplacé la forme ovale de la médaille dans les années 1900.

### Forme ronde de 1972
La médaille mesure 65 mm de long et 60 mm de large. C'est une médaille de forme ovale entouré de « rayons dorés ». L'anneau central mesure 31mm à l'intérieur et 34mm à l'extérieur, avec en son sein une effigie en or représentant Kim Il-sung. L'anneau centrale est un d'épis de riz entourant le portrait de Kim Il-sung. Le côté droit de l'épis représente une fleur de magnolia, symbolisant l'esprit révolutionnaire Coréen ; le côté gauche représente une couronne de laurier, symbolisant la victoire et la gloire. La partie basse de la décoration représente un drapeau de la Corée du Nord de 9mm de large, avec l'emblème du parti du travail de Corée.

### Forme d'étoile avant le redesign de 2012

Médaille de l'ordre en forme d'étoile avant 2012

### Forme en étoile après le redesign de 2012

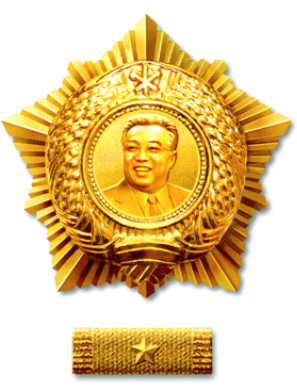
Médaille de l'ordre en forme d'étoile après 2012